# Carol Rama
Pour les articles homonymes, voir Rama.
Carol Rama, née Olga Carolina Rama le 17 avril 1918 à Turin, et morte le 25 septembre 2015 dans la même ville, est une artiste peintre italienne. Autodidacte, ses œuvres « érotiques et viscérales » ont atteint à la reconnaissance internationale seulement dans les années 2000.

## Biographie
Elle naît à Turin en 1918. Sa mère est internée en hôpital psychiatrique, alors que Carol Rama n'a que quinze ans. Son père, un fabricant de bicyclettes, se suicide alors qu’elle en a vingt-deux.
Elle commence à réaliser en autodidacte des dessins, des aquarelles et des gravures à partir de 1936. L’œuvre de Carol Rama s’étend sur une période de soixante-dix ans, de 1936 à 2005, au cours de laquelle elle occupé le même atelier, via Napione, à Turin,.
Sa première exposition est fermée en 1945 par la police et ses tableaux sont retirés de la galerie en raison du caractère cru de ses œuvres : certaines de ses aquarelles sont des scènes sexuelles, d’hommes avec des chiens ou encore de femmes expulsant des serpents de leur intimité,. Elle évolue vers l'abstraction et est alors proche du Movimento Arte Concreta. Dans les années 1960, elle procède par assemblage et collage. Durant les années 1970, elle voyage et rencontre diverses personnaités artistiques telles que Andy Warhol, Orson Welles, et surtout Man Ray. Les années 1980 sont les années d'une reconnaissance de sa créativité, notamment grâce à Lea Vergine, et à l'exposition organisée par celle-ci, L'altra metà dell'avanguardia,. Des rétrospectives sont organisées sur son travail, comme au Stedelijk Museum Amsterdam en 1998. Elle se voit décerner le Lion d'or à la Biennale de Venise en 2003.
Elle meurt en 2015.

### Récompense
- 2003 : Lion d'or pour l’ensemble de son œuvre à la Biennale de Venise[2].

## Œuvre
En 2014, une exposition lui est consacrée au musée d'art contemporain de Barcelone (MACBA). Paul B. Preciado, commissaire de l’exposition, écrit :

« Carol Rama est contemporaine et dialogue (parfois intimement, parfois à travers son travail) avec tout et avec tous : Picasso, Duchamp, Luis Buñuel, Man Ray, Jean Dubuffet, Orson Welles, Warhol, Sanguinetti, la Cicciolina et Jeff Koons… Mais elle est une contemporaine invisible. Elle ponctue durant sept décennies le cours de la pratique artistique. Son œuvre module et modifie ce que nous connaissons de l’avant-garde. Carol Rama invente le sensurréalisme, l’art viscéral-concret, le porno-brut, l’abstraction organique… et encore, et encore. Cependant, le nom de Carol Rama n’apparaît dans aucune histoire. »

## Expositions
- 1945 : Galerie Faber, Turin
- 1946-1947 : Galerie Il Bosco, Turin
- 1955 : Librairie Il Salto, Milan (présentation par Albino Galvano)
- 1957 : Galerie La Bussola, Turin (présentation par A. Galvano)
- 1959 : Galerie La Bussola, Turin (présentation par Luigi Carluccio)
- 1960 : Galerie La Bussola, Turin (présentation par A. Galvano)
- 1964 : Galerie Stampatori, Turin (présentation par A. Galvano et Edoardo Sanguineti) — Galerie La Carabaga, Sampierdarena (présentation par E. Sanguineti)
- 1965 : Musée municipal, Pistoia (présentation par E. Sanguineti)
- 1966 : Galerie Lutrin, Lyon (présentation par E. Sanguineti)
- 1967 : Galerie Numero, Rome (présentation par E. Sanguineti) — Galerie Fiamma Vigo, Rome (présentation par E. Sanguineti)
- 1970 : Sala Bolaffi, Turin
- 1971 : Galerie La Bussola, Turin (présentation par E. Sanguineti)
- 1972 : Galerie Anthea, Rome (présentation par E. Sanguineti)
- 1974 : Galerie Il Fauno, Turin (présentation par Man Ray)
- 1975 : Galerie LP220, Turin (présentation par Maurizio Fagiolo dell'Arco) — Galerie Marin, Turin (présentation par M. Fagiolo dell'Arco)
- 1976 : Place and sign, Galerie Luciano Anselmino, Milan (présentation par E. Sanguineti) — Galerie Il Capricorno, Venise (présentation par E. Sanguineti)
- 1978 : Galerie Weber, Turin (présentation par Giancarlo Salzano)
- 1979 : Galerie Martano, Turin (présentation par Paolo Fossati, Galvano, Marco Vallora)
- 1980 : Carol Rama : watercolors 1939-1941, works 1966-1980, Galerie Giancarlo Salzano, Turin (présentation par Corrado Levi et E. Sanguineti)
- 1981 : Carol Rama, works 1950-1955, Galerie D'Arte Maggiorotto, Cavallermaggiore (présentation par A. Galvano et P. Fossati)
- 1983-1984 : Galerie Giancarlo Salzano, Turin (textes de C. Levi, E. Sanguineti et Lea Vergine)
- 1985 : Sagrato del Duomo, Milan (par Lea Vergine) — Carol Rama : Seven Works, Galerie Giancarlo Salzano, Turin
- 1987 : Carol Rama, works from 1937 to 1987, Galerie Dell'Oca, Rome (présentation par Giuliano Briganti et C. Levi)
- 1988 : Casa del Mantegna, Mantoue (présentation par Giorgio Manganelli, Francesco Bartoli, Giuliano Briganti et Anne-Marie Sauzeau Boetti)
- 1989 : Circolo degli Artisti, Turin (présentation par P. Fossati)
- 1990 : Galerie UXA, Novara — Carol Rama, works 1989/1990 (présentation par Miroslava Hajek), Galerie Giancarlo Salzano
- 1991 : Galerie Giancarlo Salzano — Paintings and drawings 1940/1948, Galerie Giancarlo Salzano
- 1993 : Carol Rama : Quasi note azzurre (Almost blue notes), Galerie Giancarlo Salzano—XLV Biennale internationale d'art, Venise (présentation par Achille Bonito Oliva et C. Levi)
- 1993-1994 : La corona di Keaton, 1993, Idilli, 1993, Inediti, 1952/1957, Galerie Giancarlo Salzano
- 1994 : Galerie Monica De Cardenas, Milan
- 1994-1995 : Carol Rama, Past to Present 1994-1930, Galerie Sprovieri, Rome (présentation par Achille Bonito Oliva et M. Fagiolo dell'Arco)
- 1995 : Le stanze di Carolina 1939-1994, Galerie Otto, Bologne (présentation par P. Fossati et Dario Trento)
- 1996 : Galerie Il Ponte, Turin — Stamperia del Borgo Po, Turin (texte d’Edoardo Sanguineti)
- 1997 : Carol Rama, works on paper, 1930s to present, Esso Gallery, New York (présentation par Filippo Fossati, C. Levi, P. Fossati, E. Sanguineti et Ingrid Schaffner) — Galerie Giancarlo Salzano, Turin
- 1998 : Retrospective, Stedelijk Museum, Amsterdam — Retrospective, à l’Institut d’art contemporain de Boston — Incisioni recenti, Franco Masoero Edizioni d'Arte, Turin
- 1999 : Carol Rama, Galerie d'art moderne et contemporain, musée d'art moderne, Turin
- 2002 : Galerie Anne de Villepoix, Paris
- 2003 : Biennale internationale d'art, Venise — Carol Rama, past and present, Esso Gallery, New York
- 2004 : Carol Rama, Retrospettiva, Fondation Sandretto Re Rebaudengo, Turin, Mart, Trento-Rovereto, Baltic Museum et Newcastle — Appassionata, Ulmer Museum, Ulm, Galerie im Taxispalais, Innsbruck
- 2005 : Idoli e scandali, Galerie Stamparte, Bologne — Galerie Silvia Steinek, Vienne — Fa vissuto. Carol Rama, Galerie MAM Mario Mauroner, Salzburg — Il disegno prescritto, Fondazione Achille Marazza, Borgomanero
- 2006 : Galerie del Ponte, Stupinigi — Seduzioni, Galerie Ute Parduhn, Düsseldorf — La coda della cometa, Galerie Dell’Incisione, Brescia — L'opera incisa 1944-2005, Galerie internazionale d'arte moderna di Ca' Pesaro, Venise — Noi facciamo loro guardano. Carol Rama – Antonio Marras, Villa Costantino, Alghero — Omaggio a Carol Rama (Genius. Picasso. L’Italia. L’Europa), Fondazione Art Museo Villa Ponti, Arona
- 2007 : Passiorama, Villa Rufolo, Ravello — Paestum, Museo materiali minimi d'arte contemporanea MMMAC — Paestum, Galerie Karin Sachs, Munich — Incisioni e disegni, Galerie Michele Balmelli, Bellinzona (Suisse) — Carol, sempre, Galerie Carlina, Turin
- 2008 : Eroica, Galerie Steinek, Vienne (Autriche) — L’occhio degli occhi, opere dal 1937 al 2005, Palais des ducs, Genève — Good Manners, Maccarone, New York — Self Portrait, Pinacoteca, Castello di San Giorgio, Legnano
- 2009 : Mappe e segni. Carol Rama a Villa Vidua, Villa Vidua, Conzano — Autorattristratrice, Galerie Isabella Bortolozzi, Berlin
- 2010 : Appassionata, ex Église anglicane, Alassio — Carol Rama — Leonor Antunes, Art 41 Basel, Galerie Isabella Bortolozzi
- 2011 : Art 41 Basel, Galerie Isabella Bortolozzi — Carol Rama — Andrea Guerzoni, Quanta luce nel nero, Palazzetto art Gallery, Rome
- 2012 : Carol Rama, spazio anche più che tempo, Isabella Bortolozzi Galerie, Berlin
- 2013 : Di quadro in quadro, opere 1937-2003, Galerie Carlina, Turin
- 2014 : Carol Rama, Nottingham contemporary, Nottingham
- 2015 : « La Passion selon Carol Rama » — du 3 avril au 12 juillet — musée d'art moderne de la Ville de Paris

### Vidéo
- Arte Reportage, « Carol Rama — Exposition à Turin» , Arte Kultur, 4 mai 2004